# Kubinkai Harckocsi Múzeum
A Moszkva közelében található Kubinkai Harckocsi Múzeum a világ legnagyobb harckocsikkal és harcjárművekkel foglalkozó múzeuma. Az orosz múzeum rendelkezik a legnagyobb, legváltozatosabb harckocsi készlettel, melyek között rengeteg egyedi, többek között német kísérleti jármű is található. Rendelkezik mind szabad, mind zárt téri területekkel, míg kiállítási példányai között egészen 1917-ből származó jármű is akad. A múzeum gyűjteményében található 5 darab második világháborús magyar harckocsi is, melyekből ezeken kívül egy sem maradt fenn az utókor számára.

## Története
A múzeum helyén eredetileg - sok évtizeden át - egy teszt zóna állt, ahol is egyrészt szovjet kísérleti járműveket teszteltek, másrészt zsákmányolt idegen (értsd: világháborús német, magyar; később amerikai, angol) harckocsikat vizsgáltak meg. Ennek következtében jutott a gyűjteménybe szinte megszámlálhatatlanul sok nem szovjet eredetű jármű. Az pedig, hogy a zsákmányolt járművek a mai napig megmaradtak annak a mentalitásnak köszönhető, hogy a szovjetek mindegyikre trófeaként tekintettek.
Már a háborút megelőzően is minden szovjet fejlesztésű harckocsinak Kubinkában kellett bizonyítania, mielőtt a sorozatgyártását megrendelhették, így már ekkor kerültek példányok a gyűjteménybe. A háború kitörését követően, de még a német hadüzenet előtt a szovjet vezetésnek sikerült néhány német tankot megvásárolnia, amelyek Kubinkában tüzetes vizsgálatnak lettek kitéve.
A katonasággal való szoros együttműködés jegyében, a múzeumba történő belépés, valamint az őrzés-védelem az Orosz Fegyveres Erők szabályzatai alapján történik. A múzeum napjainkban a Patriot park páncélos fegyverzettel és technikával foglalkozó fiókintézménye.

## A gyűjtemény
A múzeum csak csekély számú harckocsival rendelkezik a második világháborút megelőző időszakból, ám kiemelendők a gyűjtemény Mark V-ös brit és Renault FT francia példányai.
Kubinka ugyanakkor rendelkezik szinte az összes valaha gyártott szovjet harckocsi egy-egy példányával, így olyan ritkaságok is megtalálhatóak a gyűjteményben, mint a T–35, Objekt 279 vagy a SZU–100Y.
Ennél is nagyobb kincsnek számítanak az olyan kísérleti és/vagy prototípus német harckocsik, mint a 188 tonnás Maus szupernehéz tank vagy épp a nagyon kis darabszámban – mindössze 13 db-os sorozatban – gyártott Sturmtiger.
Külön érdekesség, hogy 5 db Magyarországon fejlesztett és gyártott harckocsi is helyet kapott a gyűjteményben. A múzeum kötelékébe tartozik egy-egy: Toldi I, Toldi II, Nimród, Turán II és egy Zrínyi II-es is. Ezekből sajnos a kubinkai példányokon kívül egy sem élte túl a háborút.
A gyűjtemény bővítése 1945-tel sem zárult le, a hidegháború folyamán számos regionális konfliktusból sikerült ilyen-olyan úton a múzeumba juttatni egykori szövetséges országoktól származó tankokat is. Ilyenek például az Algériából szerzett francia AMX–13/75 vagy a Vietnámban zsákmányolt amerikai M24 Chaffee.
Azonban az 1990-es évektől kezdődően nem ritka, hogy egyes országok, illetve azok múzeumai eladják/eladományozzák Kubinka számára egy-egy járművüket. Ily módon került a múzeum tulajdonába egy brit Conqueror és egy svéd Strv 103 is.

## Képgaléria

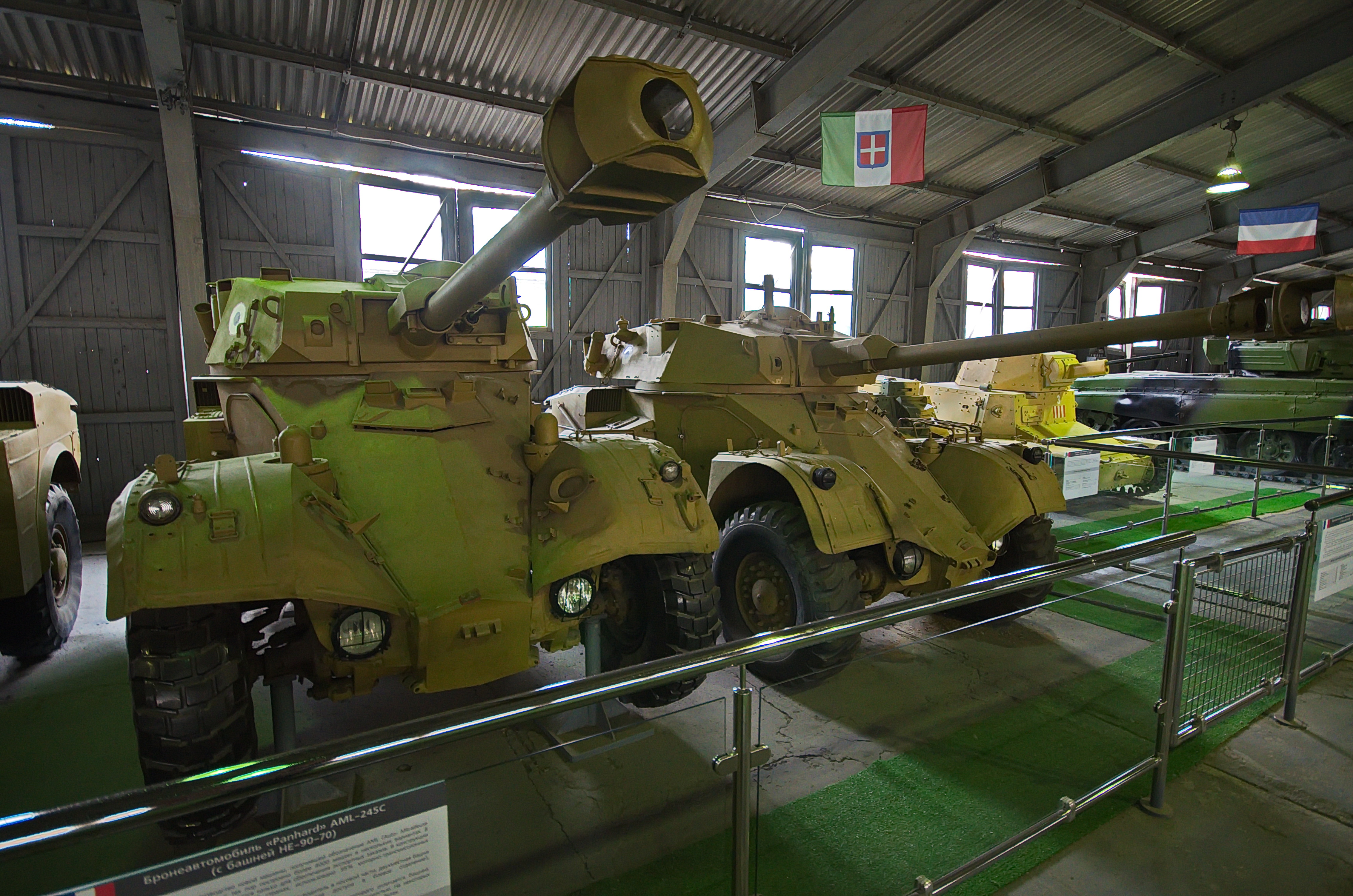
A múzeum egyik pavilonja.
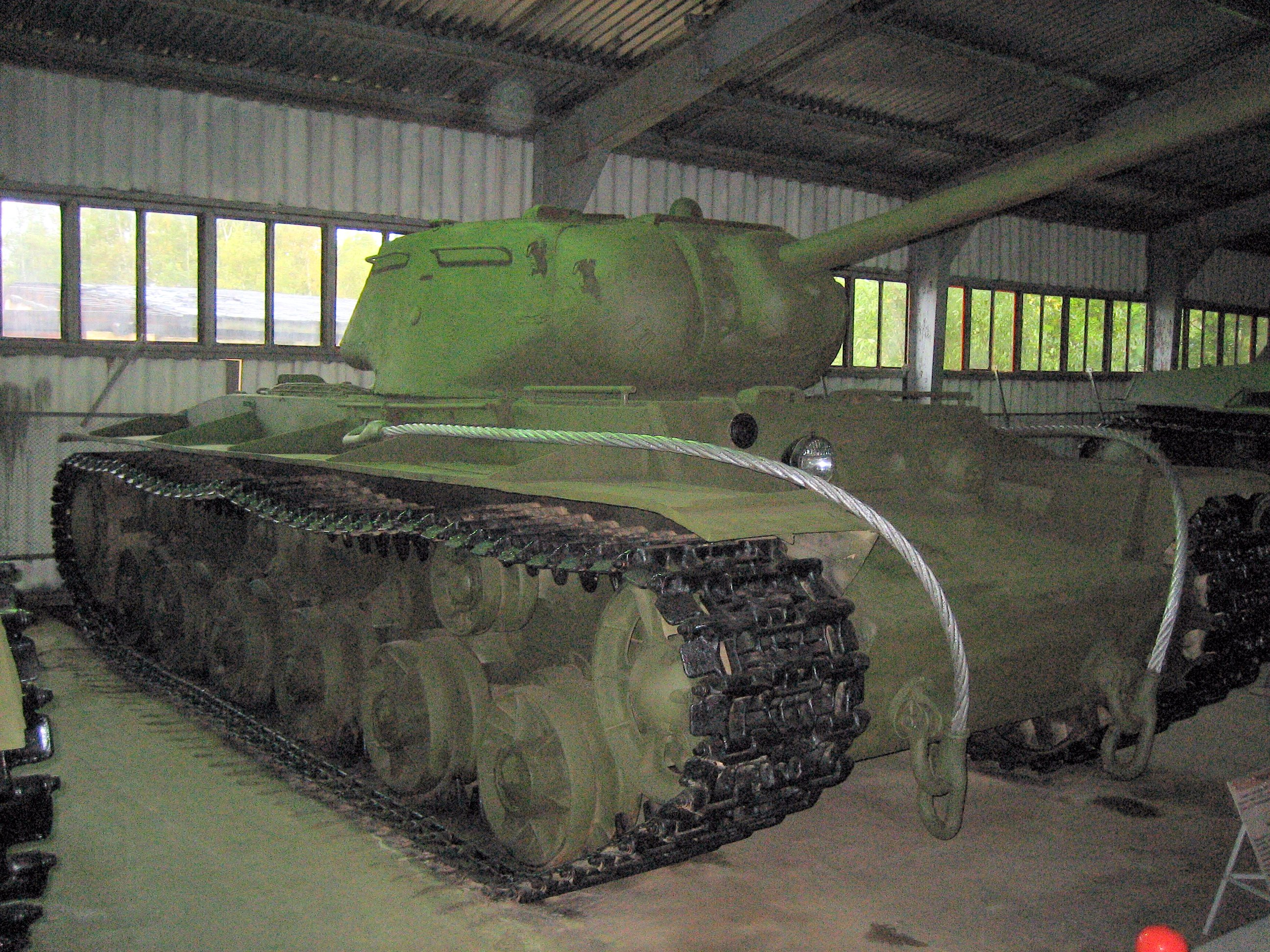
KV–1S
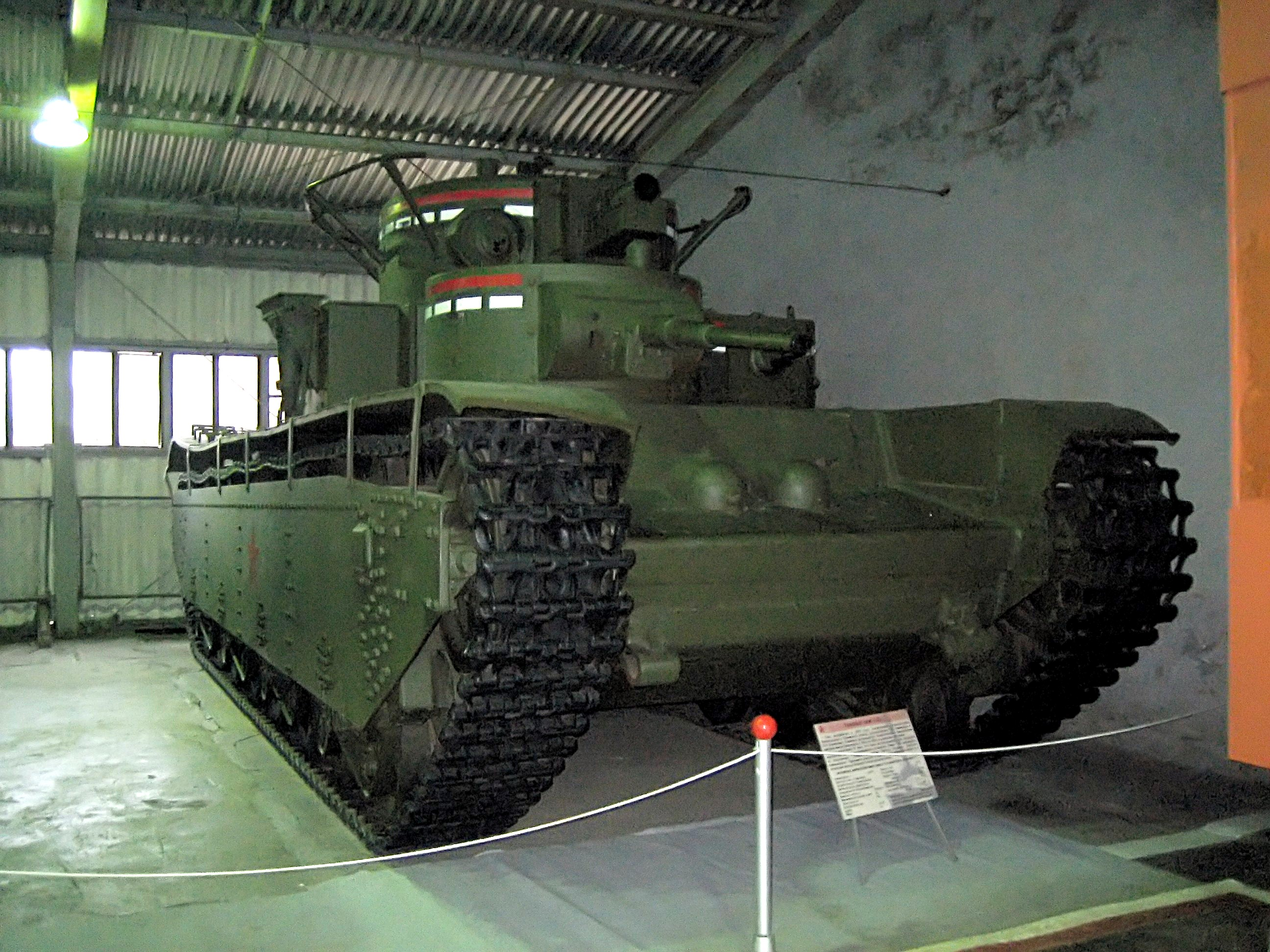
T–35
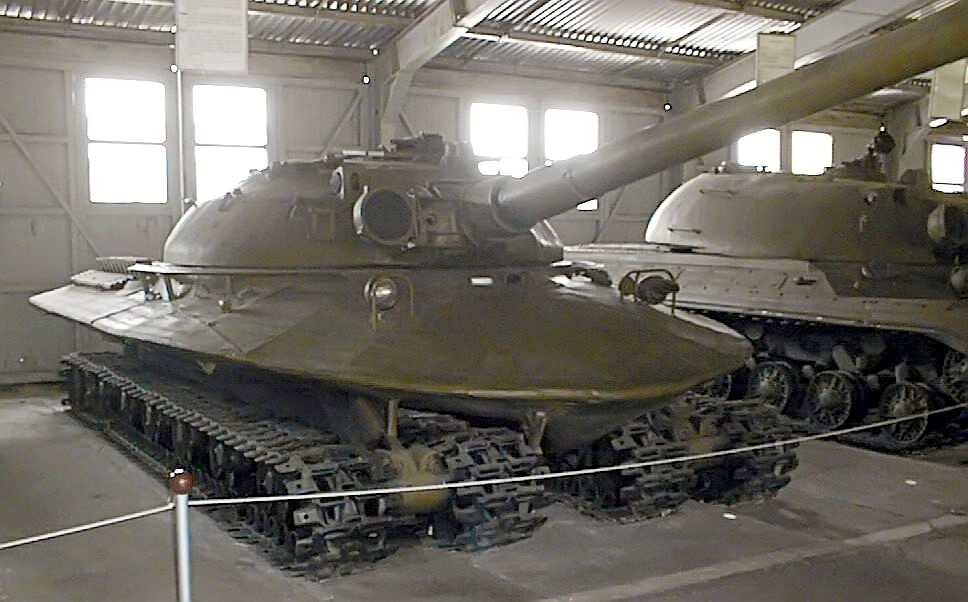
Objekt 279
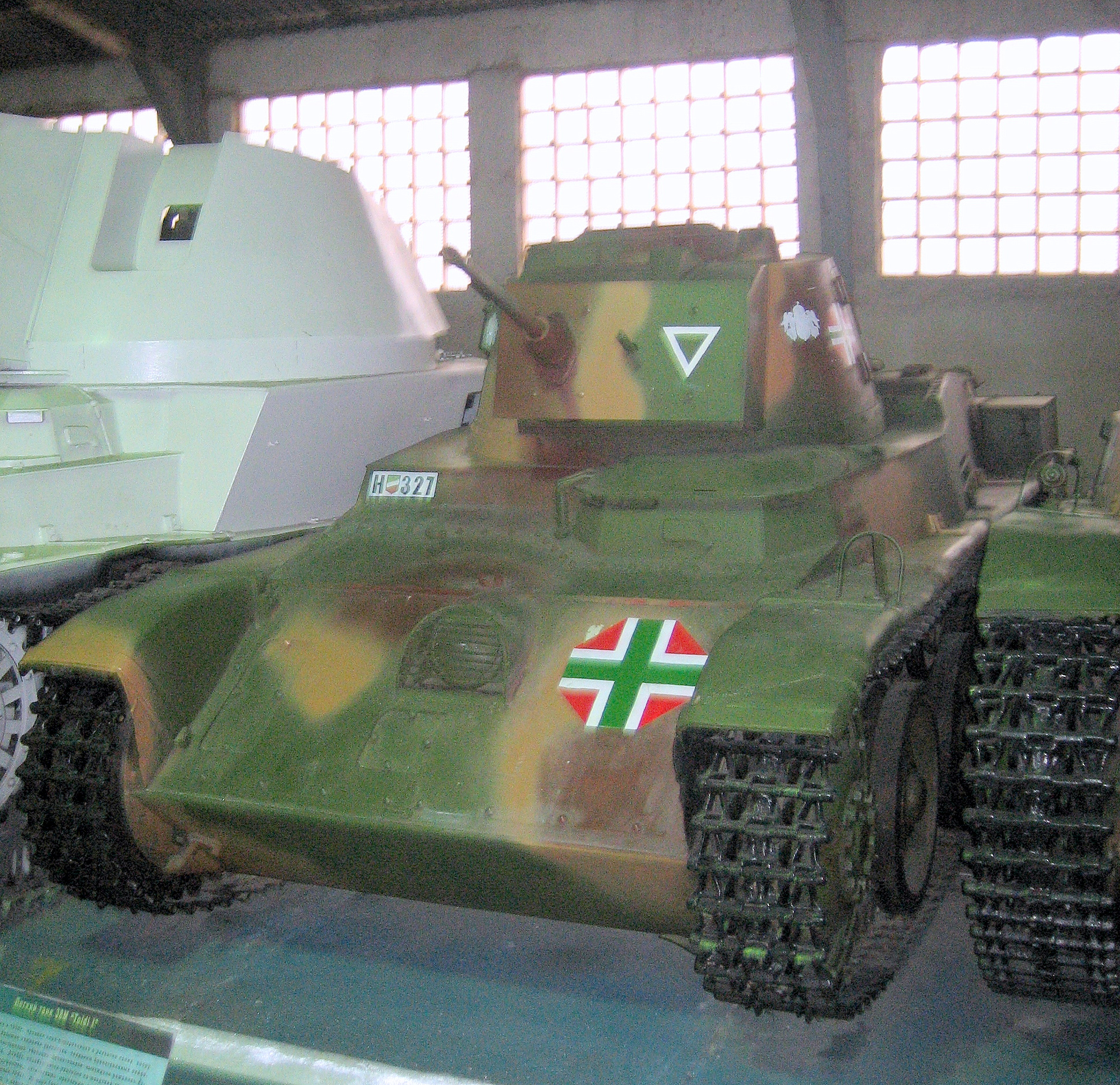
38M Toldi I
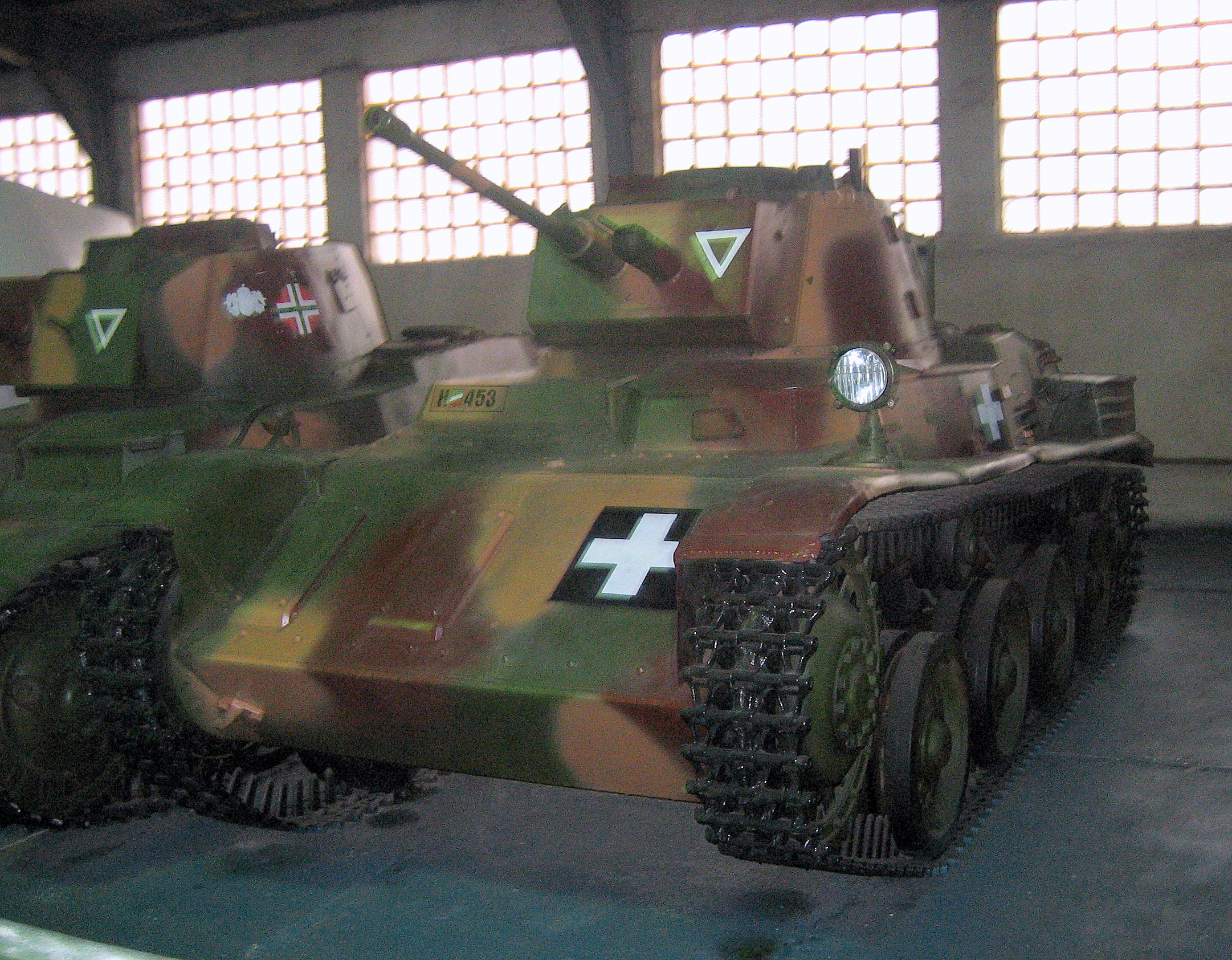
42M Toldi II
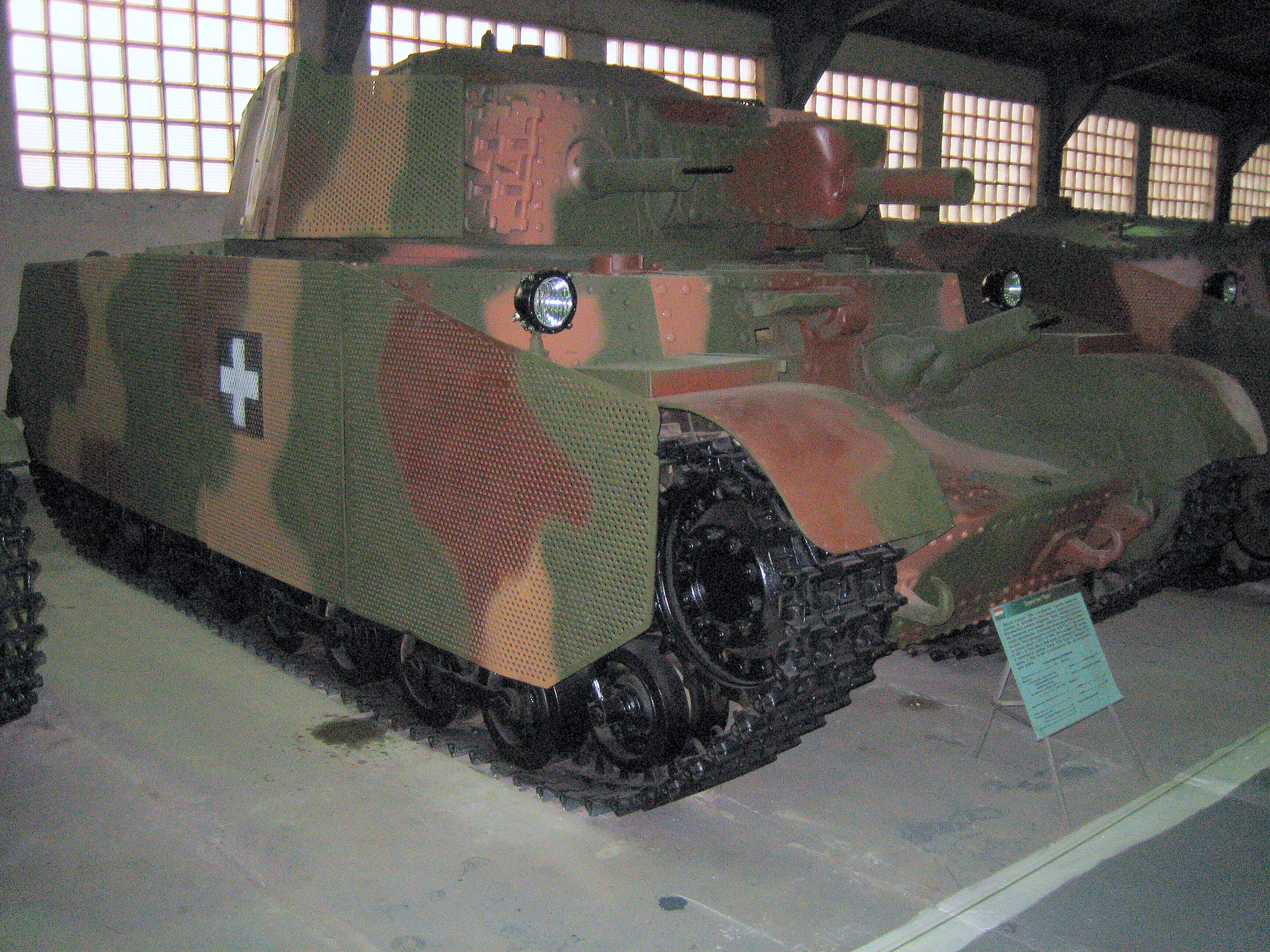
41M Turán II
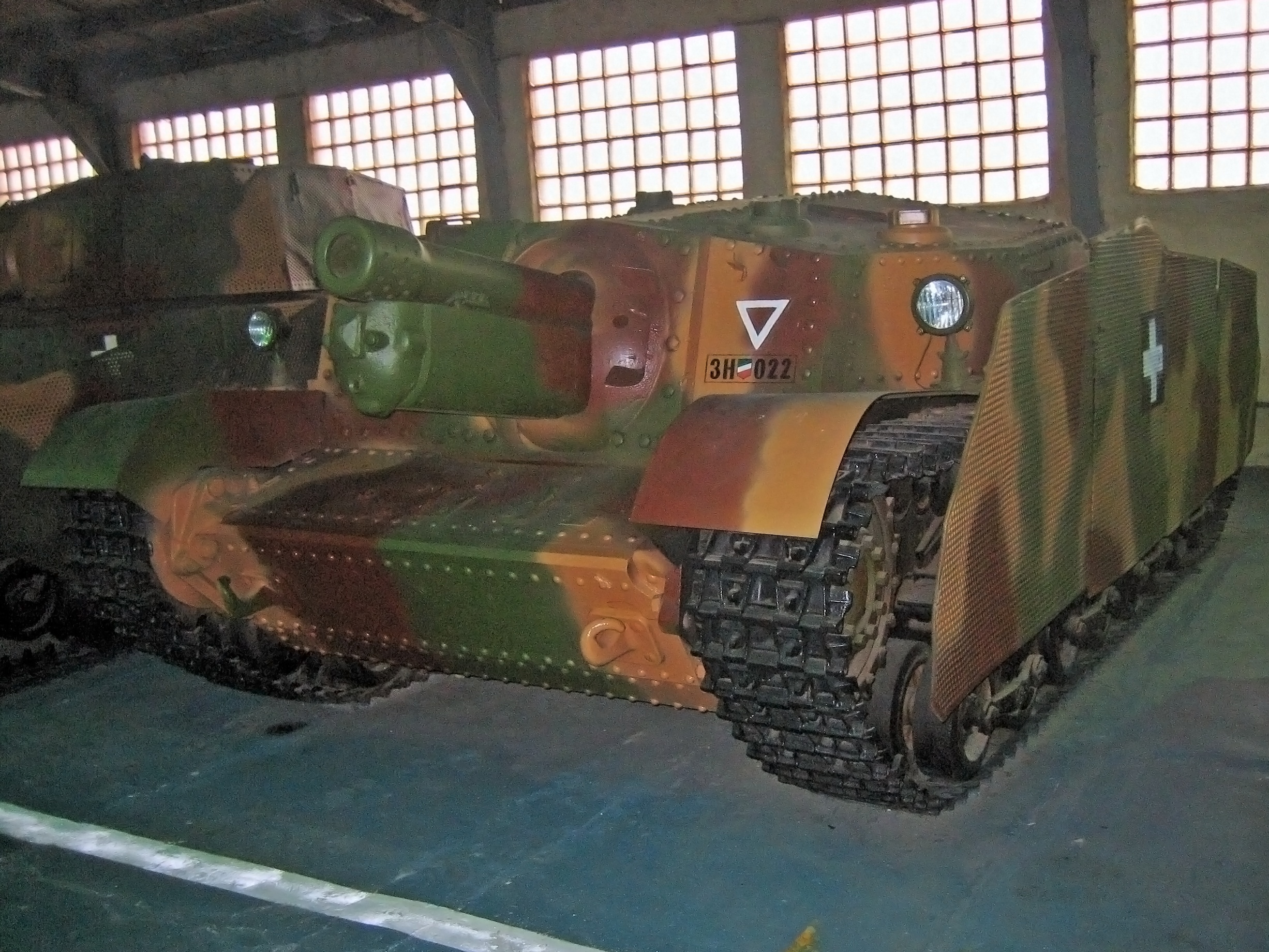
43M Zrínyi II

### Fordítás
- Ez a szócikk részben vagy egészben  a   Kubinka Tank Museum című angol Wikipédia-szócikk ezen változatának fordításán alapul.  Az eredeti cikk szerkesztőit annak laptörténete sorolja fel. Ez a jelzés csupán a megfogalmazás eredetét és a szerzői jogokat jelzi, nem szolgál a cikkben szereplő információk forrásmegjelöléseként.